# Нижні Кропачі
Нижні Кропачі́ (рос. Нижние Кропачи) — присілок у складі Слободського району Кіровської області, Росія. Входить до складу Стуловського сільського поселення.
Населення становить 640 осіб (2010, 595 у 2002).
Національний склад станом на 2002 рік — росіяни 96 %.